# Rosalinda incrustans
Rosalinda incrustans är en nässeldjursart som först beskrevs av Paul Torben Lassenius Kramp 1947.  Rosalinda incrustans ingår i släktet Rosalinda och familjen Rosalindidae. Inga underarter finns listade i Catalogue of Life.